# Dysdera vermicularis
Dysdera vermicularis är en spindelart som beskrevs av Lucien Berland 1936. Dysdera vermicularis ingår i släktet Dysdera och familjen ringögonspindlar. Inga underarter finns listade i Catalogue of Life.